# 南河沟乡 (延长县)
南河沟乡是中国陕西省延安市延长县下辖的一个乡。

## 行政区划
南河沟乡下辖以下行政区：
圪垛村、葛家洼村、曲木村、鱼见村、呼家村、张阳村、寺儿村、肖吉村、英儿村、下驿村、李家山村、西良村、张多村、下坡村、南庄村、瑟琴村、赵家村、白家村、左溪村、郭家村、老石村、可也村、迭村、南湾村、林业队村